# Mistrovství světa v ledním hokeji 2006 (Divize III)
Mistrovství světa v ledním hokeji (Divize III) se probíhala ve dnech 24. dubna–29. dubna 2006 v islandském městě Reykjavíku.

## Skupina
| Poř. | Země        | Z | V | R | P | Skóre | B |
| ---- | ----------- | - | - | - | - | ----- | - |
| 1.   | Island      | 4 | 4 | 0 | 0 | 27:6  | 8 |
| 2.   | Turecko     | 4 | 2 | 1 | 1 | 18:16 | 5 |
| 3.   | Arménie     | 4 | 2 | 0 | 2 | 23:19 | 4 |
| 4.   | Irsko       | 4 | 1 | 1 | 2 | 5:17  | 3 |
| 5.   | Lucembursko | 4 | 0 | 0 | 4 | 11:26 | 0 |

### Zápasy
|     | ARM   | IRL   | ISL   | LUX   | TUR   |
| --- | ----- | ----- | ----- | ----- | ----- |
| ARM | ***** | 6:0   | 4:5   | 10:6  | 3:8   |
| IRL | 0:6   | ***** | 0:8   | 3:1   | 2:2   |
| ISL | 5:4   | 8:0   | ***** | 5:2   | 9:0   |
| LUX | 6:10  | 1:3   | 2:5   | ***** | 2:8   |
| TUR | 8:3   | 2:2   | 0:9   | 8:2   | ***** |

 Arménie –  Turecko 3:8 (0:2, 2:4, 1:2)
24. dubna – Reykjavík
 Lucembursko –  Island 2:5 (0:0, 2:2, 0:3)
24. dubna – Reykjavík
 Irsko –  Arménie 0:6 (0:3, 0:3, 0:0)
25. dubna – Reykjavík
 Turecko –  Lucembursko 8:2 (1:0, 3:0, 4:2)
26. dubna – Reykjavík
 Island –  Irsko 8:0 (0:0, 3:0, 5:0)
26. dubna – Reykjavík
 Arménie –  Island 4:5 (2:0, 0:2, 2:3)
27. dubna – Reykjavík
 Lucembursko –  Arménie 6:10 (4:1, 1:8, 1:1)
28. dubna – Reykjavík
 Turecko –  Irsko 2:2 (1:0, 0:1, 1:1)
28. dubna – Reykjavík
 Irsko –  Lucembursko 3:1 (2:0, 0:1, 1:0)
29. dubna – Reykjavík
 Island –  Turecko 9:0 (1:0, 6:0, 2:0)
29. dubna – Reykjavík